# Albert Gau
Albert Gau, né le 10 juillet 1910 à Conques-sur-Orbiel dans l'Aude et mort le 14 mai 1993 à Bram, est un prêtre, résistant, journaliste et homme politique français.

## Biographie
Jeune prêtre, il sauve des milliers de juifs, au péril de sa propre vie. Face au nazisme, Albert Gau a prêché toute sa jeunesse durant « le devoir de désobéissance ». Il en résulte le caractère atypique de ce prêtre qui serait "républicain", patriote.
Albert Gau devient député de l'Aude sous l'étiquette MRP. Il siège au Palais Bourbon de 1945 à 1956. Il est le meilleur ami du député socialiste Francis Vals, député-maire de Narbonne, responsable du PSE au Parlement européen. Il siège également avec deux autres amis de la Résistance, au Palais Bourbon : le communiste Félix Roquefort ainsi que le socialiste Georges Guille qui est président du Conseil général durant plus de vingt ans.
Militant pacifiste et anticolonialiste, il lutte contre le racisme et l'antisémitisme durant toute sa carrière journalistique, à la tête de rédaction audoise de La Croix du Midi. C’est donc tout naturellement qu’il adhère au « mouvement pour la paix » cher aux communistes français.
Il est le premier homme politique français à s'insurger contre la pratique de la torture durant la guerre d'Algérie. Il va souvent s'enflammer à la tribune de l'Assemblée nationale, pour supprimer la peine de mort.

Il participe à une polémique qui oppose Guy-Marie Riobé, évêque d'Orléans et l'amiral Marc de Joybert. Il écrit dans une lettre ouverte :
« Nous souhaitons qu'une immense clameur s'élève partout dans le monde contre cette monstruosité de l'arme nucléaire et nous espérons que la France donnera au monde un autre visage que celui d'aujourd'hui. »
Dans le domaine social, il crée, le centre d'aide par le travail au château de Lordat et le centre d'éducation spécialisé de Sainte-Gemmes, à Bram, afin d'aider la jeunesse en difficulté à s'insérer dans la vie professionnelle. 	
Intellectuellement, ce prêtre est proche des Semaines sociales de France. Il s’agit de mettre le social au centre. Il est « la tête » de la jeunesse ouvrière et agricole chrétienne du département de l’Aude. Il met en place le cercle des patrons chrétiens, tout en encourageant les jeunes à se structurer au sein du syndicalisme chrétien naissant.
Mais le travail d’Albert Gau est beaucoup plus universaliste. Aussi, il va œuvrer toute sa vie, pour encourager la fraternité entre tous les hommes quelles que soient leurs origines, leurs croyances, leurs convictions. Le seul vrai fil conducteur de son histoire est qu’il faut être intolérant avec l’intolérable. Il en fait le devoir de toute une vie.
Il défend la cause des mineurs de Salsigne, ainsi que celle du monde agricole et viticole audois. Il meurt en 1993 des suites d'une longue maladie. Il repose au cimetière de Conques-sur-Orbiel.
Ses archives sont déposées aux Archives départementales de l'Aude.

### Décoration et distinction
- Diplôme en français de « Juste parmi les nations ».L'une des plaques situées sur la voie verte entre le château de Lordat et le Canal du Midi, indiquant la promenade Albert Gau à Bram. Croix du combattant volontaire de la Résistance (1946).

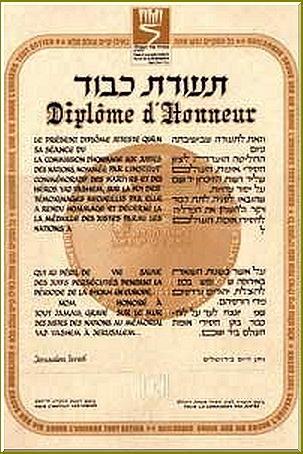
Diplôme en français de « Juste parmi les nations ».

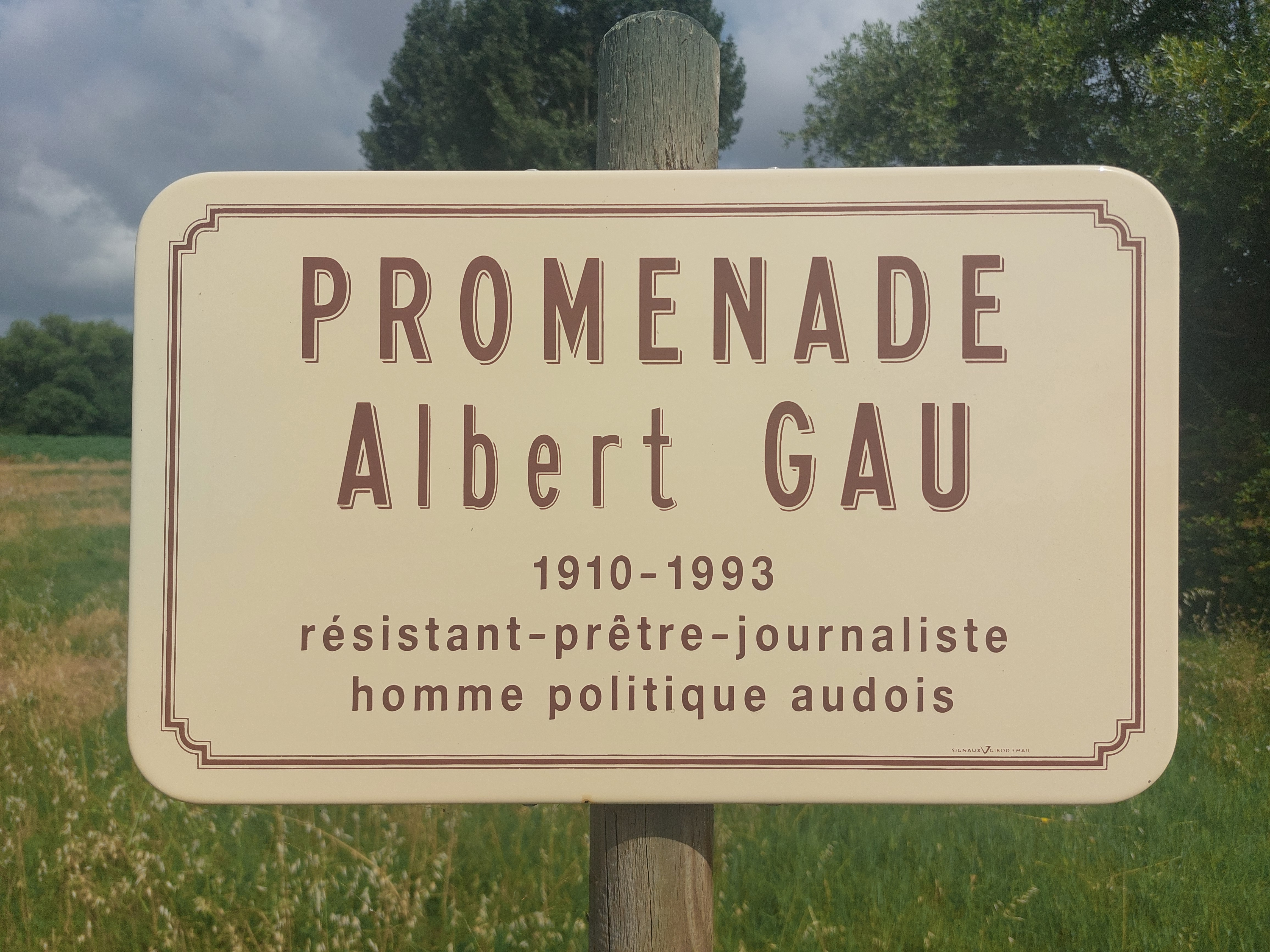
L'une des plaques situées sur la voie verte entre le château de Lordat et le Canal du Midi, indiquant la promenade Albert Gau à Bram.

- Le 20 novembre 1986, lui est décerné au nom de l’État d’Israël par le mémorial de Yad Vashem, la médaille de Juste parmi les nations[6],[7]. L'année suivante, il part en Israël pour planter son arbre au jardin des Justes à Jérusalem.

### Postérité
- Le 16 décembre 2021, à la suite d'une délibération du conseil municipal présidé par le maire, Gérard Larrat, une impasse de Carcassonne à son nom lui est attribué[8],[9],[10].
- Le 5 décembre 2022, à la suite d'une délibération du conseil municipal de la ville de Bram, présidé par son maire Claudie Faucon-Méjean, il est décidé d'attribuer son nom à l'allée, située en parallèle de l'avenue Riquet, reliant le château de Lordat au Canal du Midi[11],[12],[13]

### Biographie

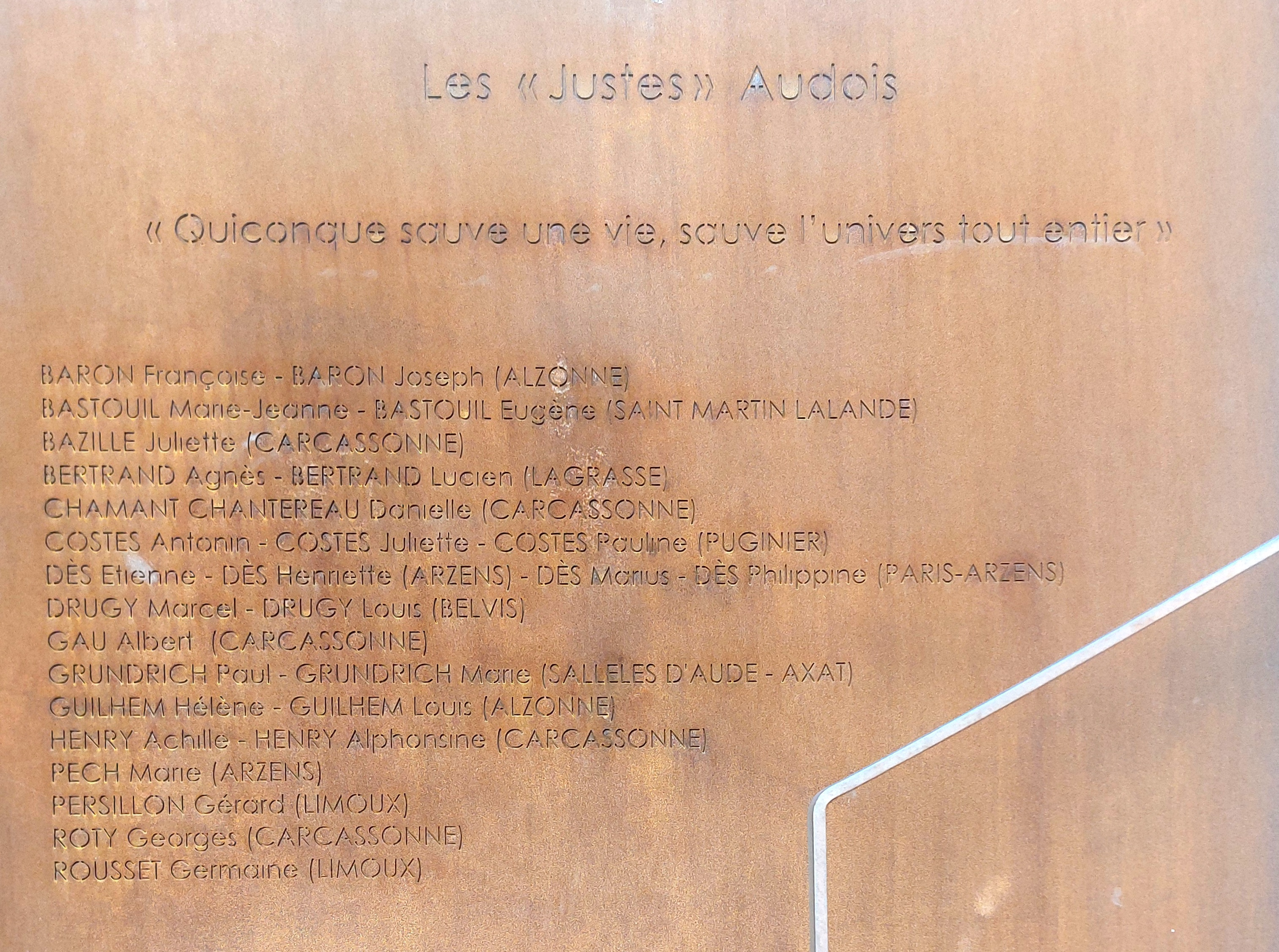
Plaque apposée sur le monument aux morts situé sur le parvis de la cathédrale Saint-Michel, en hommage aux Juste parmi les nations, natifs de l'Aude.

- Plaque apposée sur le monument aux morts situé sur le parvis de la cathédrale Saint-Michel, en hommage aux Juste parmi les nations, natifs de l'Aude.Jérémie Aaron Teisseire Albert Gau (1910-1933), tel fut le juste, tel fut l'homme, 88.p, avril 2019  (ISBN 978-1093348835)